# Hranostajník vrbový

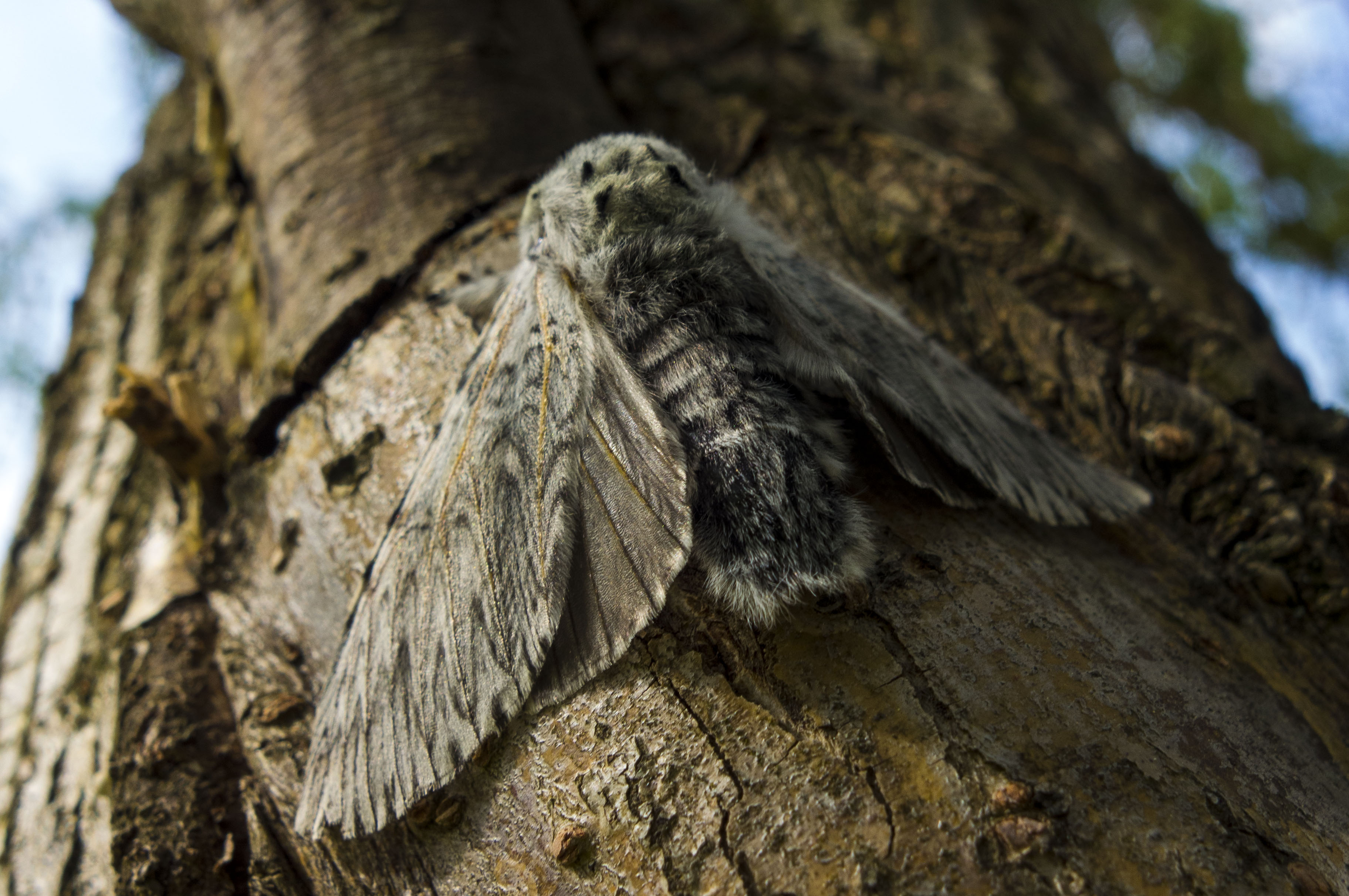
Hranostajník vrbový (Cerura vinula)

Hranostajník vrbový (Cerura vinula) je noční motýl z čeledi hřbetozubcovitých.

## Popis
Rozpětí křídel může být až 72 mm. Motýl je pokrytý hustými chloupky, tomu odpovídá anglický název "kočičí mol" (Puss Moth). Atraktivně zbarvená housenka, schopná vystřikovat dráždivou tekutinu z otvorů na červeně orámované hlavě. Z výrůstků na zadečku vysunuje při podráždění červené vychlípeniny, kterými snad napodobuje hadí jazyk.

## Areál rozšíření
Vyskytuje se na krajích porostů a řek, kde rostou vrby a topoly, jejichž listím se housenky živí. Potomstvo má jen jednou do roka. Rozšířen v Evropě, Číně a severní Africe.
Původně hojný druh, v ČR v poslední době značně vymizel.

## Galerie

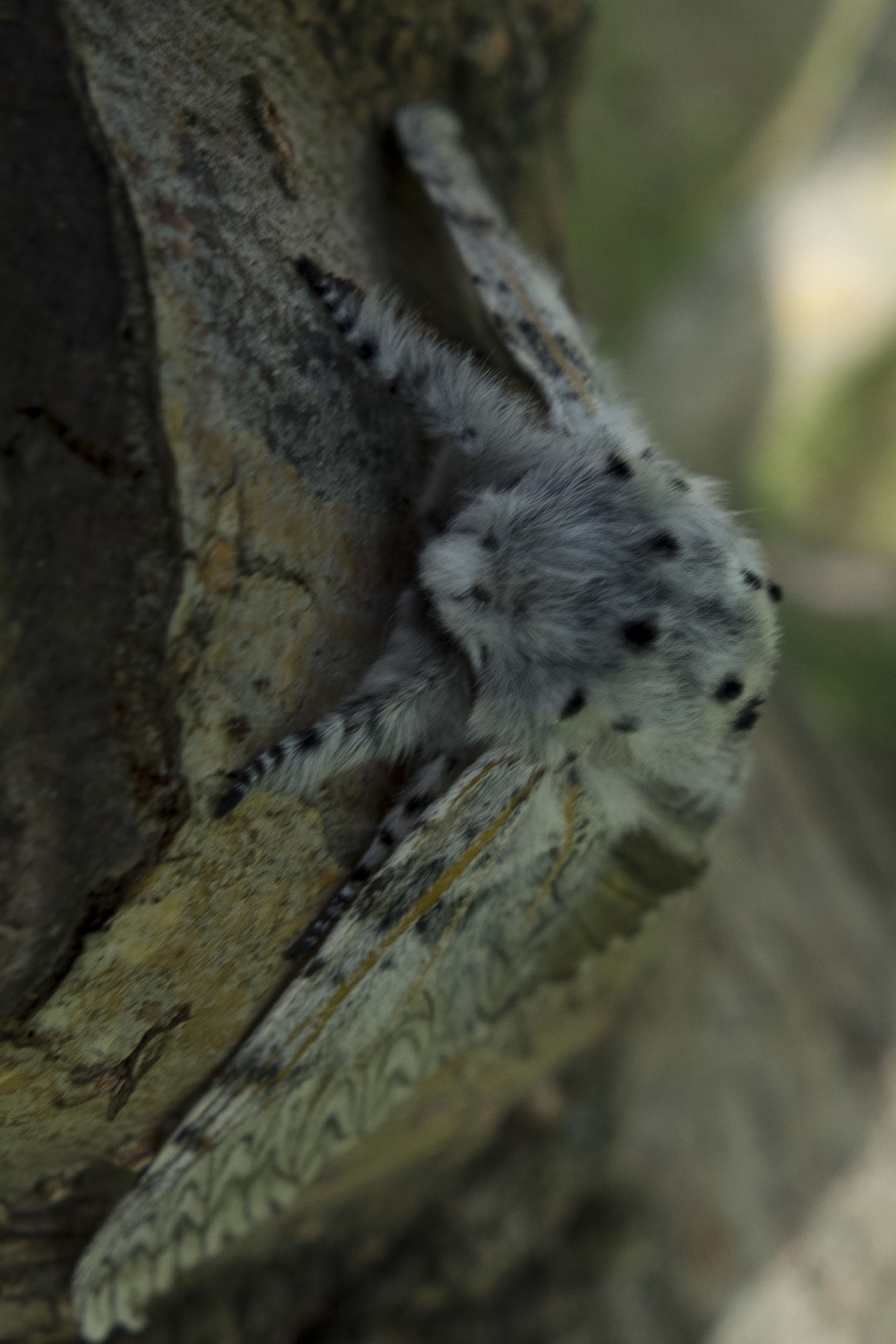
Hranostajník vrbový hlava- detail

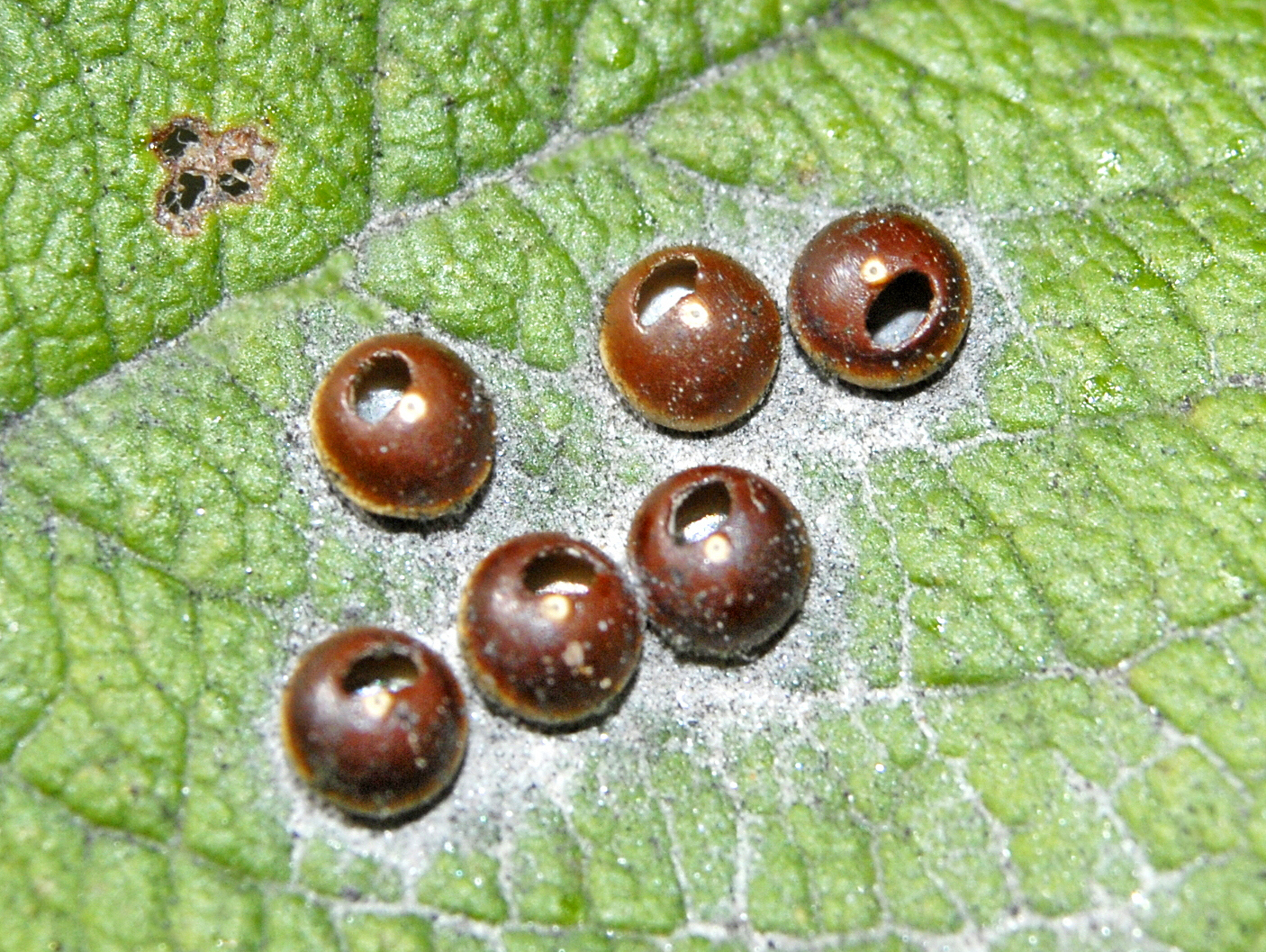
Vylíhlá vajíčka
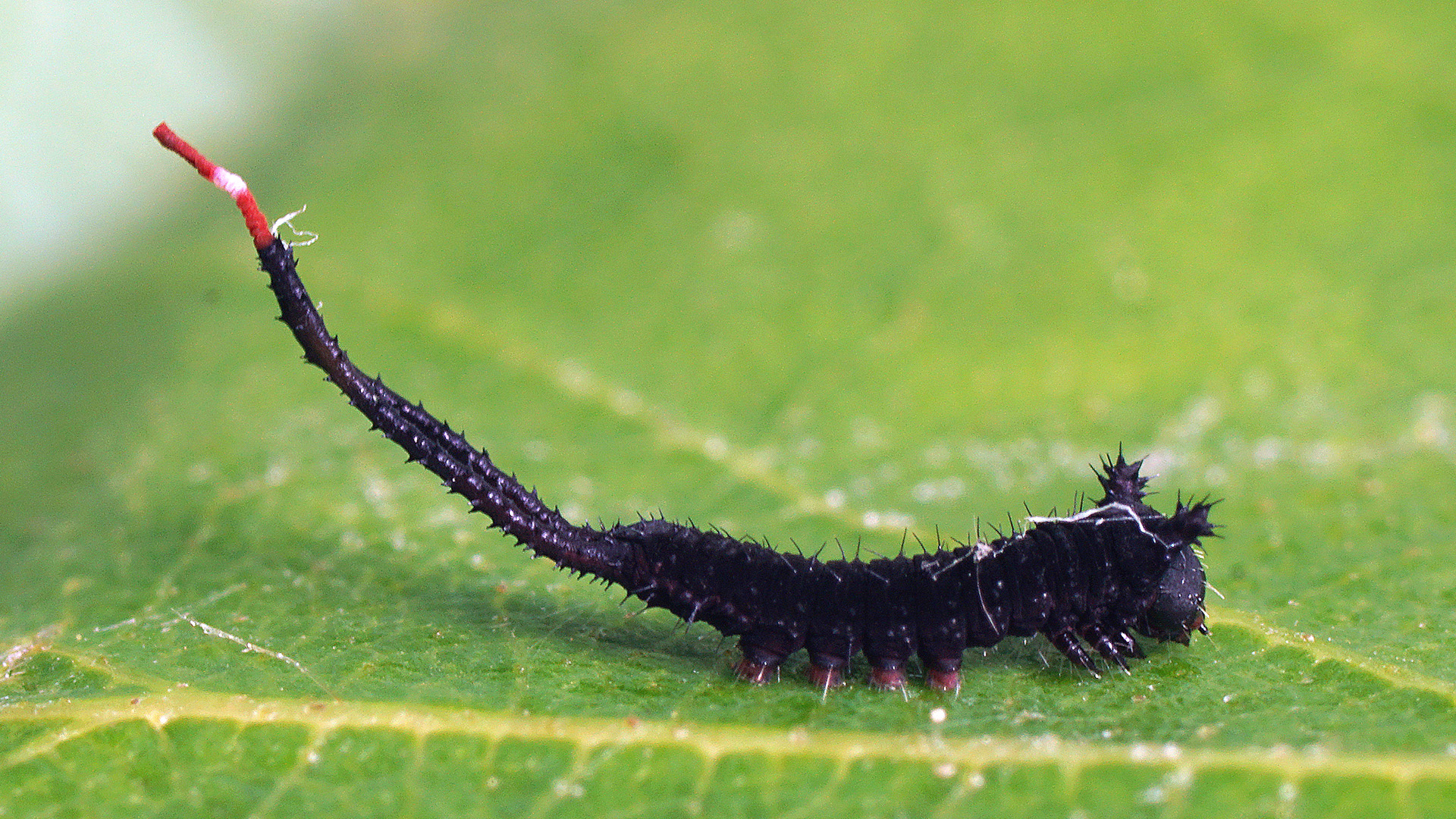
Mladá housenka
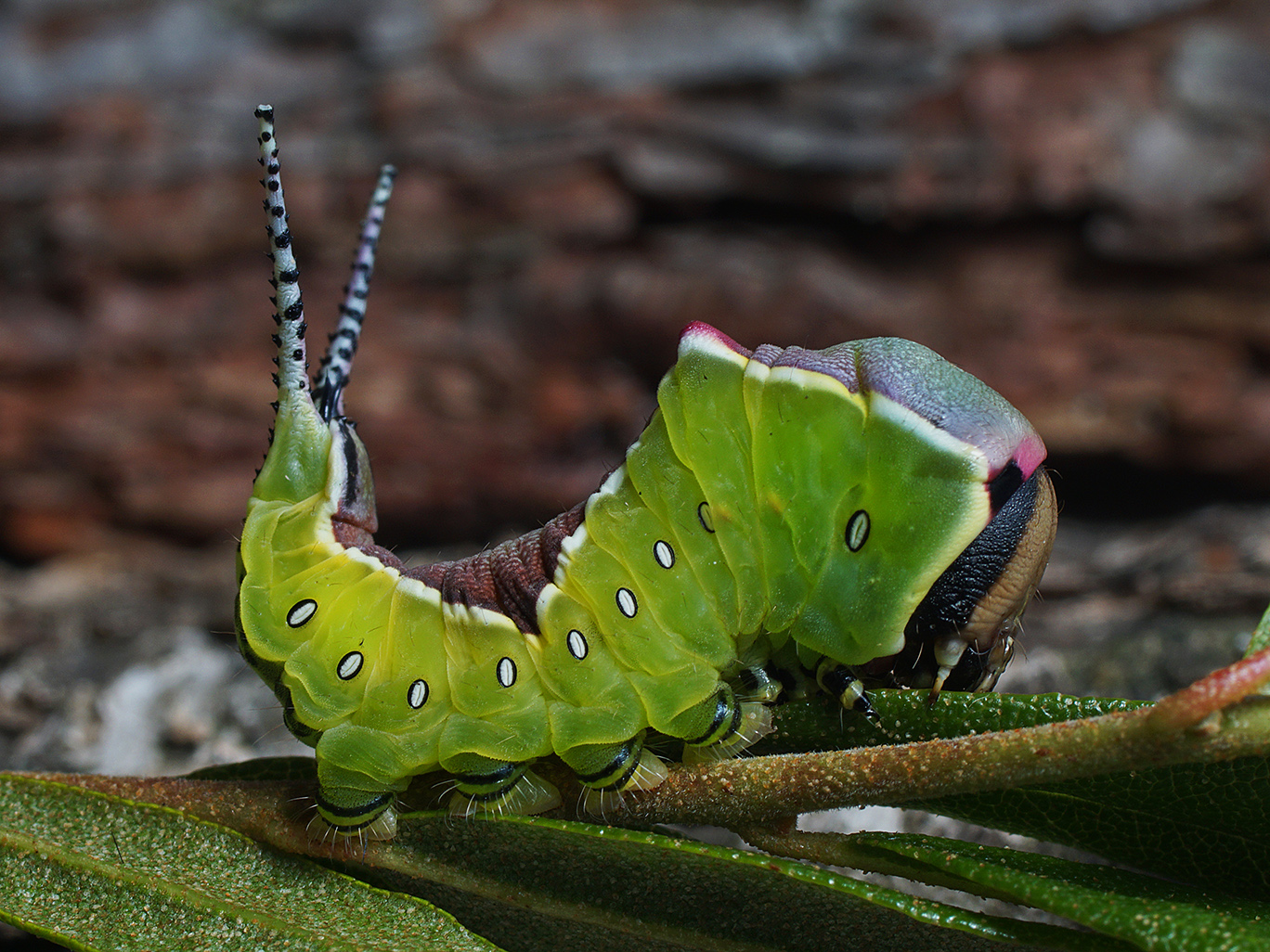
Housenka, třetí stadium
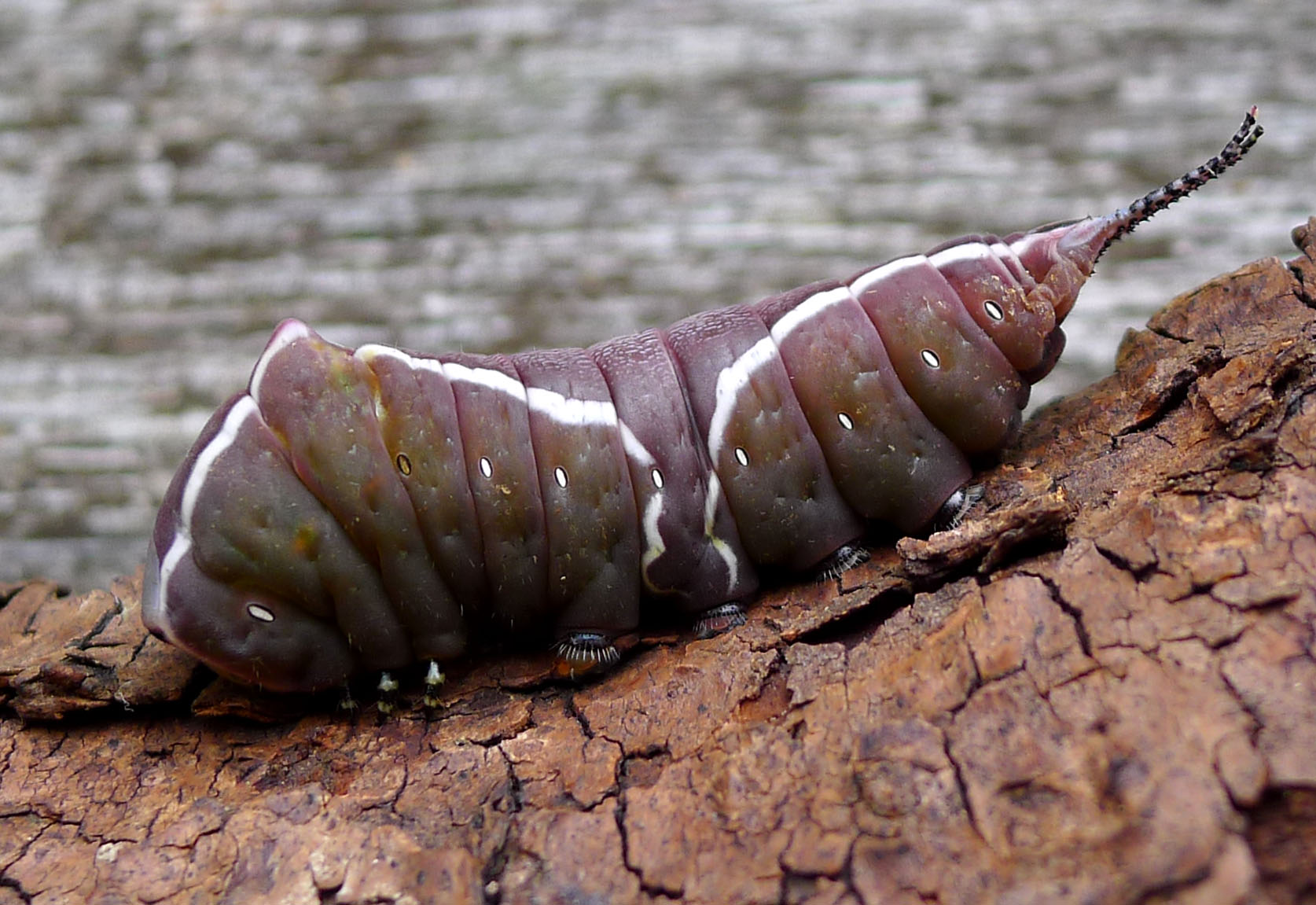
Změna barvy před zakuklením
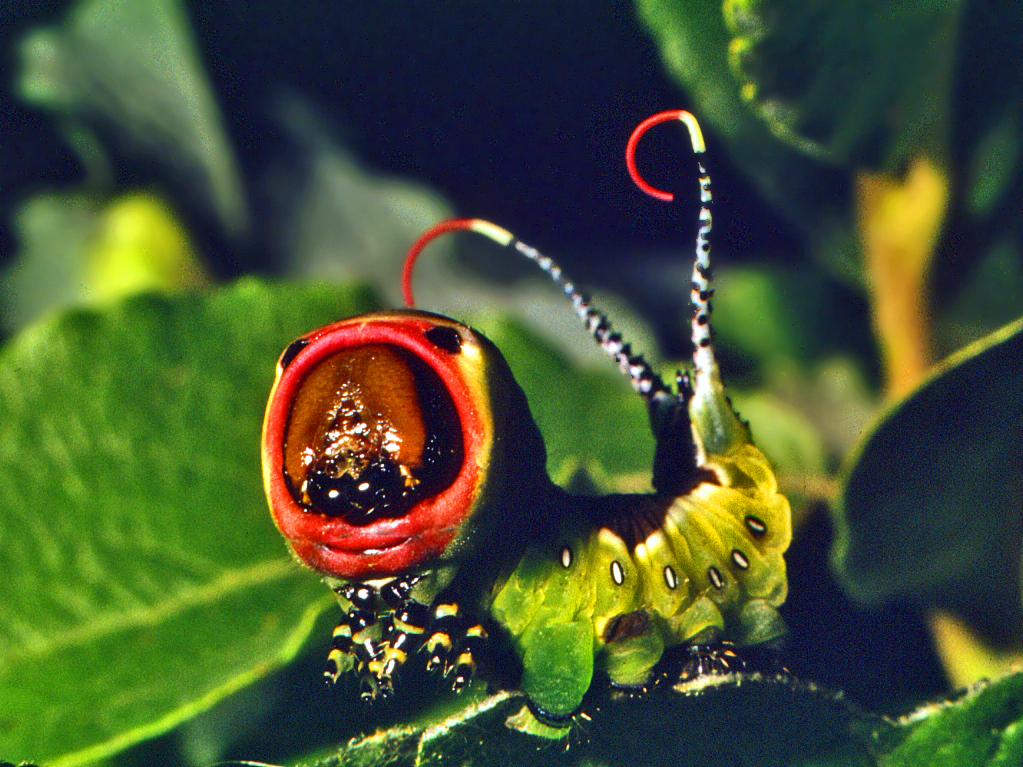
Housenka v obranné póze